# Narodni muzej Etiopije
Narodni muzej Etiopije (NME), imenovan tudi Etiopski narodni muzej, je nacionalni muzej v Etiopiji. Stoji v glavnem mestu Adis Abeba v bližini podiplomske šole Univerze v Adis Abebi.

## Zgodovina
Muzej hrani etiopske umetniške zaklade. Vsebuje veliko dragocenih lokalnih arheoloških najdb, kot so fosilizirani ostanki zgodnjih človečnjakov, med katerimi je najbolj znana Lucy, delno okostje primerka Australopithecus afarensis. Kletni galeriji je bil pred kratkim razstavljen Selam, najden med letoma 2000 in 2004. Ta arhaični fosil naj bi bil star 3,3 milijona let.
Leta 1936 so z odprtjem razstave kostumov, ki so bili podarjeni Salomonovi dinastiji in njihovi tesnim sodelavcem, prvič tudi uvedli koncept muzeja v Etiopiji. Trenutni NME je zrasel z ustanovitvijo Inštituta za arheologijo, ki je bil ustanovljen leta 1958. Inštitut so francoski arheologi ustanovili za promocijo in olajšanje arheoloških raziskovalnih misij v severnem delu Etiopije.
Muzej je svoje dejavnosti začel z razstavljanjem predmetov s teh izkopavanj. Z ustanovitvijo Etiopske uprave za kulturno dediščino leta 1976 se je pojavila ideja o odprtju nacionalnega muzeja, ki jo je podprla vlada. NME je začel delovati v skladu z zakonom, ki zagotavlja zaščito in ohranjanje starin in ima zakonodajno oblast, ki ureja vsa mesta in spomenike po vsej Etiopiji.
Kasneje je Narodni muzej razvejal svojo dejavnost in se organiziral v tri delovne oddelke, v konservatorski oddelek, dokumentacijski oddelek in razstavno-raziskovalni oddelek.

## Razstave
NME ima trenutno štiri glavne razstavne dele. Klet je namenjena arheološkemu in paleoantropološkemu delu. To območje prikazuje prej omenjene človečnjake. V prvem nadstropju so predmeti iz antičnih in srednjeveških obdobij, pa tudi regalije in spominki nekdanjih vladarjev, med katerimi je tudi cesar Haile Selassie. Drugo nadstropje prikazuje umetniška dela v kronološkem vrstnem redu, od tradicionalnih do sodobnih del. Ogromna afriška dediščina Afewerk Tekle je ena najbolj opaznih del. Druga slika prikazuje srečanje Salomona in Sabe. Drugo nadstropje vsebuje zbirko posvetne umetnosti in obrti, vključno s tradicionalnim orožjem, nakitom, posodo, oblačili in glasbili. V tretjem nadstropju je etnografski prikaz. Tukaj poskuša muzej dati pregled kulturnega bogastva in raznolikosti etiopskih ljudstev.

## Galerija
- Okostje Lucy, najbolj znani fosil Australopithecus afarensis, v Narodnem muzeju Etiopije
- Osrednja razstavna dvorana
- Kamniti kip iz Addi-Galamo, regija Tigraj (iz 6. do 5. stoletja pr. n. št.), del zbirke Narodnega muzeja. Na kipu je vpisan stavek v južnoarabščini: »Ker je Bog podelil otroka Jamanatu«.
- Nova raziskovalna ustanova v Narodnem muzeju Etiopije; na levi je razstavišče
- Kletna galerija za fosile